# نيك بولي
نيك بولي (بالإنجليزية: Nick Polly) هو لاعب كرة قاعدة أمريكي، ولد في 18 أبريل 1917 في شيكاغو في الولايات المتحدة، وتوفي بنفس المكان في 17 يناير 1993.

## وصلات خارجية
- نيك بولي على موقعبيزبول رفرنس.كوم (الدوري الرئيسي) (الإنجليزية)
- نيك بولي على موقعبيزبول رفرنس.كوم (الدوري الثانوي) (الإنجليزية)